# Yūki Fuke
Yūki Fuke (japanisch 福家 勇輝 Fuke Yūki; * 25. April 1991 in Sakaide) ist ein japanischer Fußballspieler.

## Karriere
Fuke erlernte das Fußballspielen in der Schulmannschaft der Kagawa Nishi High School und der Universitätsmannschaft der Takamatsu-Universität. Seinen ersten Vertrag unterschrieb er 2014 bei Kamatamare Sanuki. Der Verein aus Takamatsu spielte in der zweithöchsten Liga des Landes, der J2 League. Am Ende der Saison 2018 stieg der Verein in die dritte Liga ab. Für den Verein absolvierte er 38 Ligaspiele. 2020 wechselte er zum Regionalligisten FC Kariya nach Kariya. Am Ende der Saison wurde er mit dem Verein Meister der Tōkai Adult Soccer League und stieg in die vierte Liga auf.

## Erfolge
FC Kariya
- Tōkai Adult Soccer League: 2020  ▲